# Krastudy
Krastudy (deutsch Krastuden, früher Krastudi) ist eine Ortschaft in der Landgemeinde (Gmina) Mikołajki Pomorskie (Niklaskirchen) im Powiat Sztumski (Stuhmer Kreis) der polnischen Woiwodschaft Pommern.

## Geographische Lage
Die Ortschaft liegt im ehemaligen Westpreußen, etwa neun Kilometer südöstlich von Stuhm (Sztum), vier Kilometer nördlich von Niklaskirchen (Mikołajki Pomorskie) und drei Kilometer südwestlich von Neumark (Nowy Targ).

## Geschichte

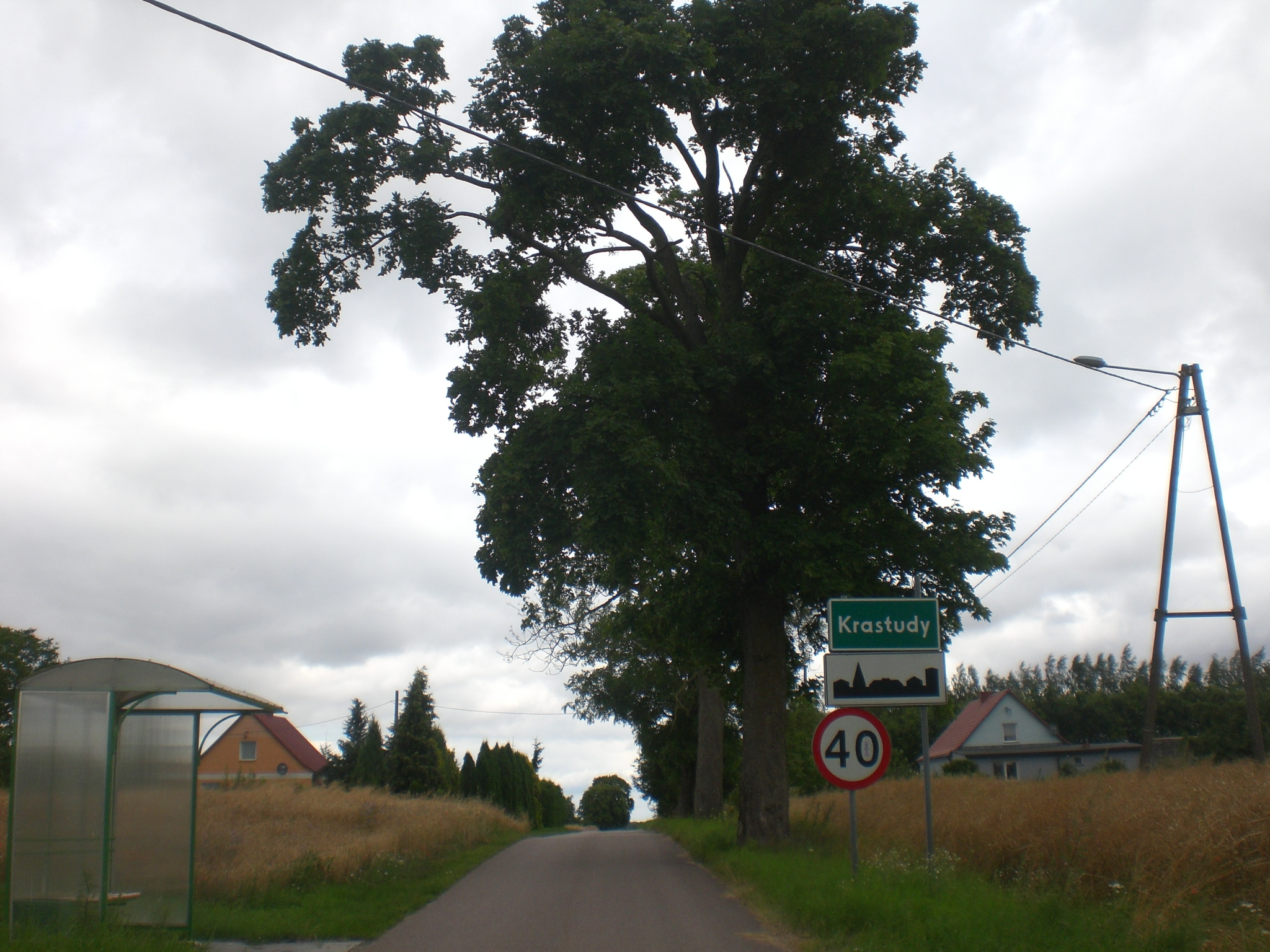
Ortseingang (Juli 2022)

Ältere Ortsbezeichnungen sind Cracztude (1402), Kraczthut (1408), Cracztude sowie Craczttudo (15. Jh.), Kranzstuden (1442) und Krastudy (1608). Das Gut gehörte 1608 der Margaretha Brant, geb. Rabe, und befand sich seit Mitte des 17. Jahrhunderts im Besitz der Familie Szeliski. 1804 war von Kodlinski Besitzer, und das Gut war auf  15.000 Taler abgeschätzt worden. Um 1896 befand sich das Rittergut Krastuden mit Ziegelei und Mahlmühle im Besitz des Landschaftsdirektors Ludwig Plehn.
Am 1. April 1927 hatte des Gut Krastuden eine Flächengröße von 437 Hektar.
Am 30. September 1929 wurde der Gutsbezirk Krastuden in die Landgemeinde Neumark, Kreis Stuhm,  eingegliedert.

### Demographie
| Jahr | Einwohner | Anmerkungen |
| ---- | --------- | --- |
| 1783 | –         | adliges Dorf und Krug, 13 Feuerstellen (Haushaltungen), in Westpreußen                                              |
| 1818 | 123       | Dorf, adlige Besitzung                                                                                              |
| 1864 | 147       | Rittergut, darunter 60 Evangelische und 87 Katholiken                                                               |
| 1910 | 83        | Gutsbezirk, am 1. Dezember, darunter sechs Evangelische und 68 Katholiken; 58 Personen mit polnischer Muttersprache |
| 1925 | 97        | Gutsbezirk, am 16. Juni                                                                                             |

## Kirche
Die Protestanten der hier bis 1945 anwesenden Dorfbevölkerung gehörten zur evangelischen Pfarrei Groß Rohdau.